# Vincent Nogueira
Vincent Nogueira (Besançon, 16 gennaio 1988) è un allenatore di calcio ed ex calciatore francese, di ruolo centrocampista, allenatore della squadra femminile dello Strasburgo.

## Palmarès

### Calciatore

#### Club

##### Competizioni nazionali
- Ligue 2: 1

Strasburgo: 2016-2017

### Allenatore

#### Club
- Campionato francese di seconda divisione: 1

Strasburgo: 2023-2024